# Albuloidei
Sous-ordre
Albuloidei est un sous-ordre de poissons téléostéens.

## Liste des familles
Selon ITIS:
- famille Albulidae